# Nuevo Torino

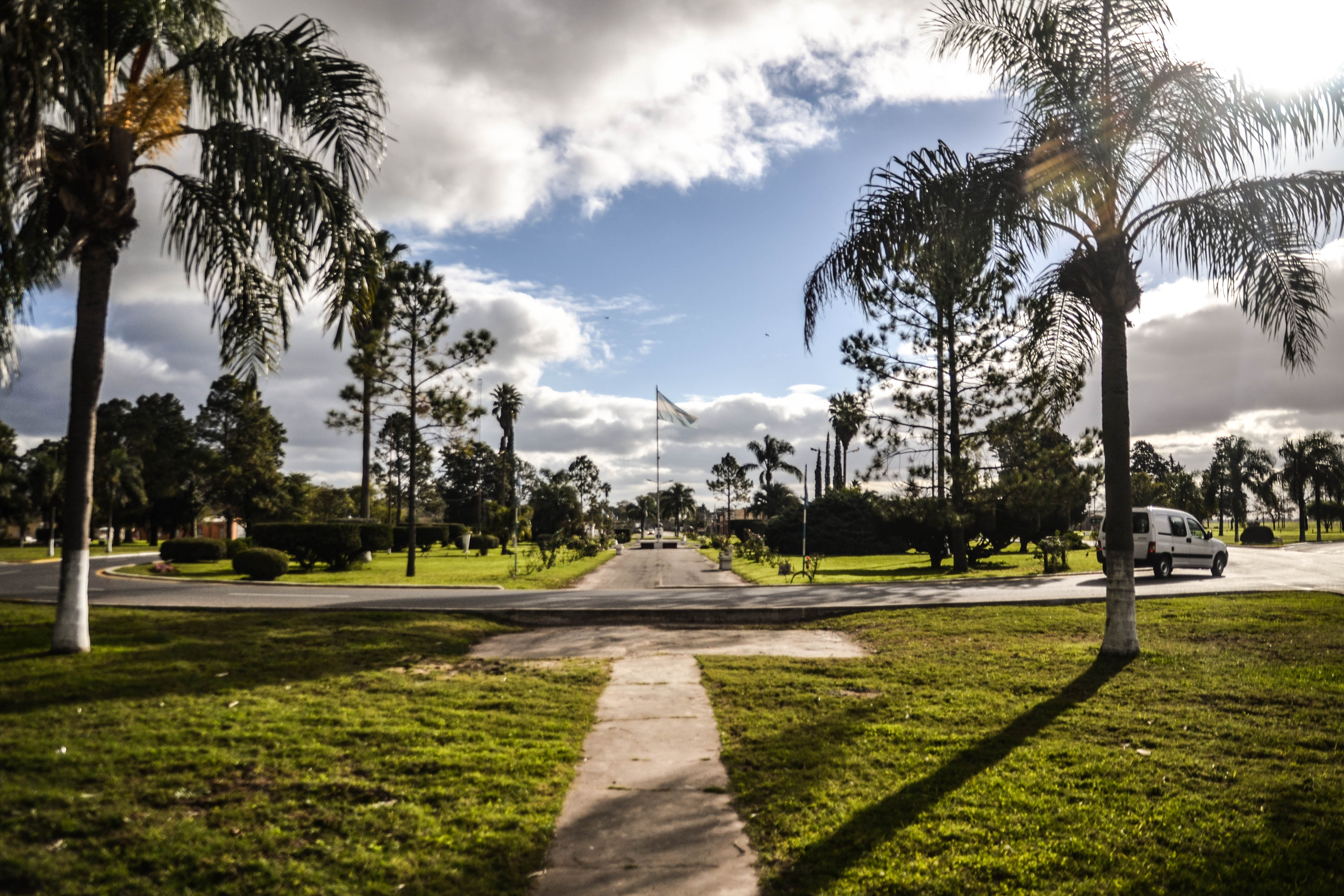
Plaza San Martín - Nuevo Torino - Santa Fe

Nuevo Torino es una comuna argentina ubicada en el departamento Las Colonias de la provincia de Santa Fe. Se encuentra en el cruce de las rutas provinciales 70 y 10, 29 km al oeste de Esperanza y 32 km al este de Rafaela.
Es una zona de producción lechera. Cuenta con una institución deportiva, El Club Juventud Moderna. En 2012 se anunció la adecuación de la provisión de agua potable mediante agua del subsuelo. La localidad es sede de la Fiesta Provincial del Pollo.

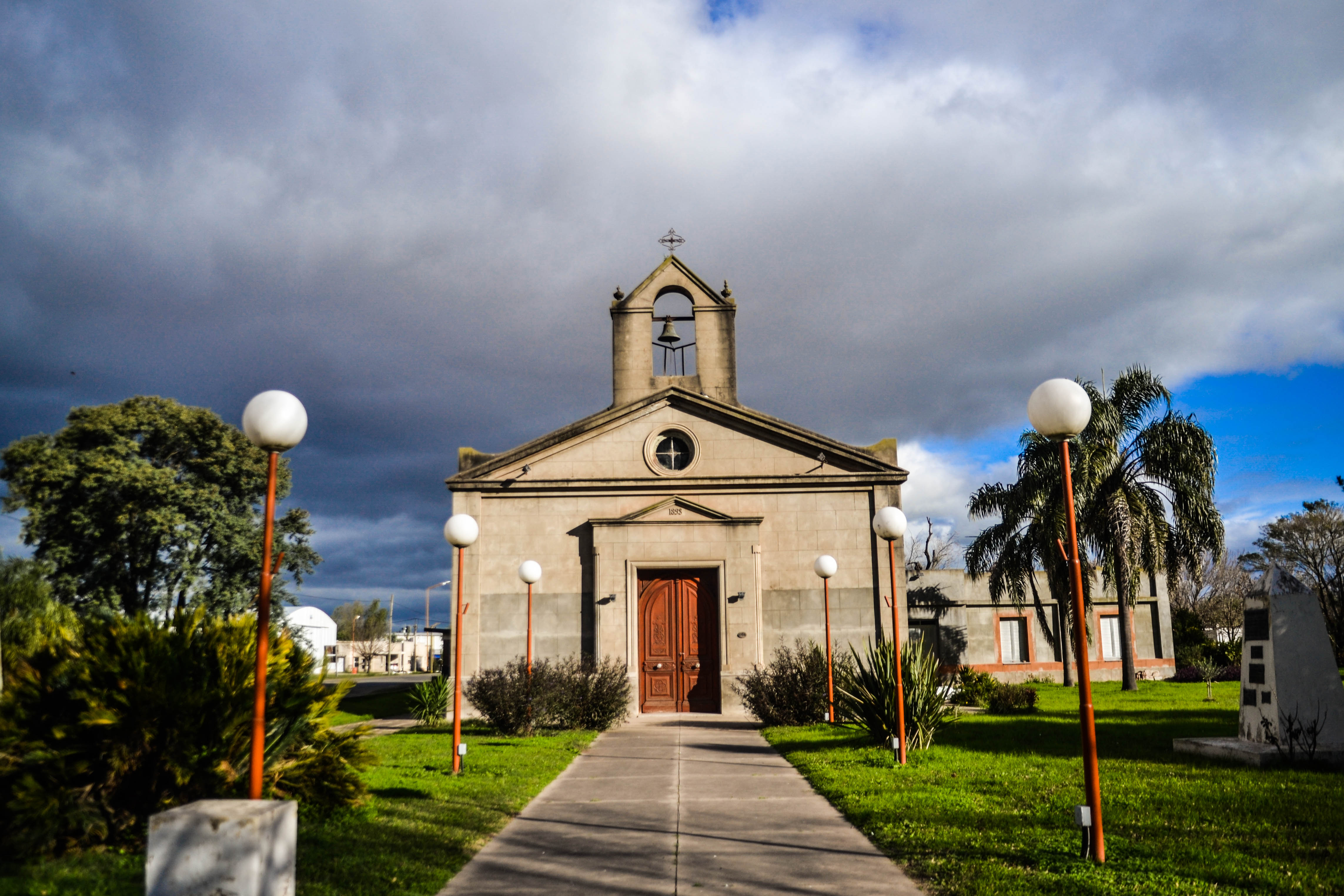
Capilla Natividad de la Virgen - Nuevo Torino - Santa Fe

## Población
Cuenta con 756 habitantes (Indec, 2022), lo que representa un descenso frente a los 818 habitantes (Indec, 2010) del censo anterior.
| Gráfica de evolución demográfica de Nuevo Torino entre 1991 y 2022 |
|                                                                    |
| Fuente: Censos nacionales del INDEC                                |